# Pulmonata
I Polmonati (Pulmonata Cuvier in Blainville, 1814) sono un ordine di gasteropodi, genericamente noti come chiocciole terrestri, anche se vi sono forme ancora legate ad un ambiente marino, come nel caso di alcune patelle polmonate.

## Descrizione
Possono avere aspetto simile agli acquatici prosobranchi, ma essendo adattati principalmente ad una vita terrestre presentano numerose differenziazioni.
Hanno un paio di occhi, alla base dei tentacoli sul capo, oppure possono avere occhi all'estremità di un'ulteriore coppia di tentacoli.
La cavità palleale viene a scomparire ed al suo posto si origina una struttura fortemente vascolarizzata (polmone) regolata da una porzione muscolare detta pneumostoma.
La conchiglia è priva di opercolo il quale viene sostituito da secrezioni mucose.
Esistono forme limacciformi, comunemente note come lumache, che non hanno la conchiglia e presentano a seguito della detorsione simmetria bilaterale; in queste forme la respirazione può avvenire tramite il tegumento o tramite particolari modificazioni del mantello in un sistema di camere o tubuli.

## Biologia

### Locomozione
Come tutti i gasteropodi presentano un piede forgiato a suola che secerne un muco che determina il movimento del mollusco.
Il movimento è determinato nella maggior parte dei casi da onde di contrazioni muscolari che si propagano solitamente nella stessa direzione di avanzamento. La condizione primitiva di movimento tramite ciglia è limitato ad alcune stirpi primitive, di piccole dimensioni e legate ad ambienti acquatici.

### Alimentazione
Esistono specie onnivore ma anche specie con dieta esclusivamente erbivora o carnivora.
Possono essere presenti, oltre alla struttura della radula, comune a tutti i gasteropodi, ulteriori modificazioni dell'apparato boccale con strutture definite mandibole, anche se in realtà sono soltanto ispessimenti del tegumento.

### Riproduzione

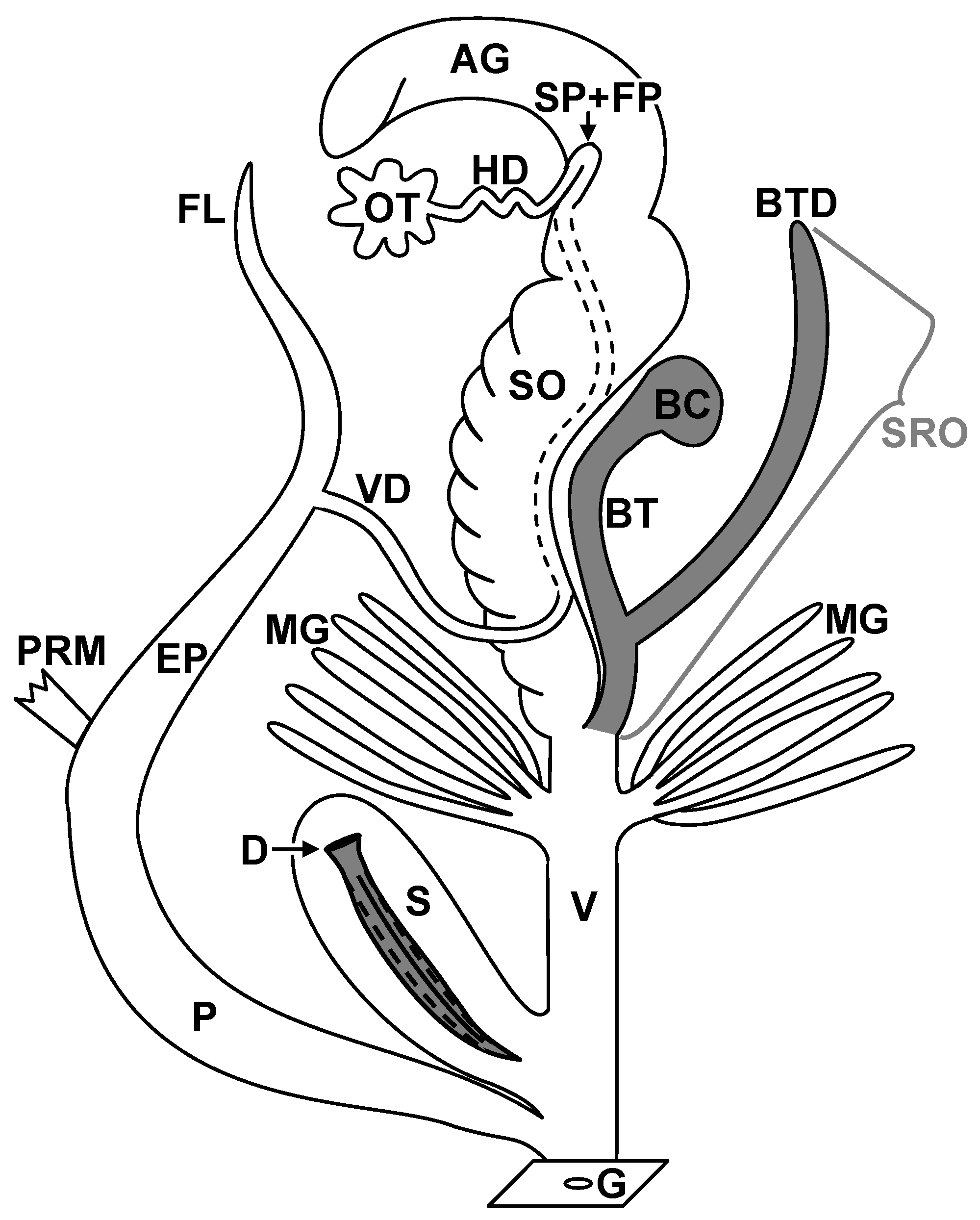
Rappresentazione schematica del sistema riproduttivo dei Pulmonata.
Per le abbreviazioni vedi il testo.
Tratto da: Koene, 2005

Sono ermafroditi ed il loro apparato genitale è piuttosto complesso.
L'ovotestis (OT) presenta un iniziale dotto genitale ermafrodita (HD), il quale in seguito si biforca in un dotto maschile ed uno femminile; alla biforcazione è presente la ghiandola dell'albume (AG). I prodotti della ghiandola prostatica vengono incamerati nel dotto spermatico. L'ovidutto dà origine, dopo la biforcazione, all'utero ed in seguito ad un restringimento che origina la vagina.
Nelle specie in cui è presente, il dardo o gypsobelum (D) è prodotto e conservato nello stiloforo o bursa telae (S), la cui eversione provoca il lancio del dardo medesimo. Le ghiandole mucose (MG) producono il muco che ricopre il dardo.
Il pene (P) è solitamente introflesso ma si estroflette (eversione) durante la copula. Nella maggior parte dei casi la copula consiste in uno scambio di spermatofori. Il contenitore dello sperma è prodotto nell'epiphallus (EP), mentre la coda degli spermatofori è formata dal flagellum (FL). Lo sperma veicolato dagli spermatofori si introduce nel tratto femminile e raggiunge le spermateche (SP), organo di conservazione contiguo alla tasca di fertilizzazione (FP).
Il sistema riproduttivo comunica con l'esterno attraverso il poro genitale (G), ubicato solitamente sul fianco destro dell'animale, in prossimità della testa. Questa apertura risulta virtualmente invisibile quando non in uso.
Le uova fecondate vengono deposte in masse o capsule gelatinose.
In alcune specie del genere Ariolimax, come Ariolimax californicus, e in Deroceras laeve, si può assistere dopo l'accoppiamento a un comportamento chiamato apofallazione che, con alcune differenze a seconda della specie, comporta la recisione del pene del partner e quindi la riduzione di quest'ultimo a individuo che può accoppiarsi solo come femmina, è il caso di Ariolimax californicus, o che non può più accoppiarsi, è il caso di Deroceras laeve.

## Tassonomia
La classificazione di Ponder e Lindberg suddivide i Pulmonata in 3 sottordini:
- Ordine Pulmonata Cuvier in Blainville, 1814
  - Sottordine Systellommatophora Pilsbry, 1948
    - Superfamiglia Onchidioidea Rafinesque, 1815
    - Superfamiglia Otinoidea H. Adams & A. Adams, 1855
    - Superfamiglia Rathouisioidea Sarasin, 1889

  - Sottordine Basommatophora Keferstein in Bronn, 1864
    - Superfamiglia Acroloxoidea Thiele, 1931
    - Superfamiglia Amphiboloidea J.E. Gray, 1840
    - Superfamiglia Chilinoidea H. Adams & A. Adams, 1855
    - Superfamiglia Glacidorboidea Ponder, 1986
    - Superfamiglia Lymnaeoidea Rafinesque, 1815
    - Superfamiglia Planorboidea Rafinesque, 1815
    - Superfamiglia Siphonarioidea J.E. Gray, 1840

  - Sottordine Eupulmonata Haszprunar & Hotter, 1990
    - Infraordine Acteophila Dall, 1885 (in precedenza: Archaeopulmonata)
      - Superfamiglia Melampoidea Stimpson, 1851

    - Infraordine Trimusculiformes Minichev & Starobogatov, 1975
      - Superfamiglia Trimusculoidea Zilch, 1959

    - Infraordine Stylommatophora A. Schmidt, 1856 
      - Sottinfraordine Orthurethra
        - Superfamiglia Achatinelloidea Gulick, 1873
        - Superfamiglia Cochlicopoidea Pilsbry, 1900
        - Superfamiglia Partuloidea Pilsbry, 1900
        - Superfamiglia Pupilloidea Turton, 1831

      - Sottinfraordine Sigmurethra
        - Superfamiglia Acavoidea Pilsbry, 1895
        - Superfamiglia Achatinoidea Swainson, 1840
        - Superfamiglia Aillyoidea Baker, 1960
        - Superfamiglia Arionoidea J.E. Gray in Turnton, 1840
        - Superfamiglia Buliminoidea Clessin, 1879
        - Superfamiglia Camaenoidea Pilsbry, 1895
        - Superfamiglia Clausilioidea Mörch, 1864
        - Superfamiglia Dyakioidea Gude & Woodward, 1921
        - Superfamiglia Gastrodontoidea Tryon, 1866
        - Superfamiglia Helicoidea Rafinesque, 1815
        - Superfamiglia Helixarionoidea Bourguignat, 1877
        - Superfamiglia Limacoidea Rafinesque, 1815
        - Superfamiglia Oleacinoidea H. Adams & A. Adams, 1855
        - Superfamiglia Orthalicoidea Albers-Martens, 1860
        - Superfamiglia Plectopylidoidea Moellendorf, 1900
        - Superfamiglia Polygyroidea Pilsbry, 1894
        - Superfamiglia Punctoidea Morse, 1864
        - Superfamiglia Rhytidoidea Pilsbry, 1893
        - Superfamiglia Sagdidoidea Pilsbry, 1895
        - Superfamiglia Staffordioidea Thiele, 1931
        - Superfamiglia Streptaxoidea J.E. Gray, 1806
        - Superfamiglia Strophocheiloidea Thiele, 1926
        - Superfamiglia Trigonochlamydoidea Hese, 1882
        - Superfamiglia Zonitoidea Mörch, 1864

    - ? Superfamiglia Athoracophoroidea P. Fischer, 1883 (=  Tracheopulmonata)
    - ? Superfamiglia Succineoidea Beck, 1837 (=  Heterurethra)